# Бањолучка бискупија
Бањолучка бискупија (лат.: Dioecesis Banialucensis) је бискупија Католичке цркве и једна од четири територијалне јединице у Католичке цркве у Босни и Херцеговини. Основана је 5. јула 1881. године булом папе Лава XIII Ex hac augusta. Члан је Бискупске конференције Босне и Херцеговине.
Надлежни бискуп је Жељко Мајић, а сједиште бискупије се налази у Бањој Луци.
Бањолучка бискупија има 45 жупа у шест деканата које пасторизирају дијецезански свећеници и фрањевци, а једну жупу траписти из самостана Марије Звијезде. Катедрална црква је посвећена св. Бонавентури. Земљотрес у Бањалуци 1969. је тешко оштетио катедралу. Године 1973. је изграђена данашња катедрала.

## Историја
Бискупија је основана 5. јула 1881, као суфраганска бискупија Врхбосанске митрополије. Године 1887, у Бањој Луци је била изграђена Катедрала Светог Бонавентуре која је разрушена у земљотресу из 1969. године. Савремено здање катедрале је подигнуто 1974. године.
Бискупија се великим дијелом простире на територију Републике Српске с историјским српским већинским становништвом. Већина католика на територији бискупије су Хрвати. Године 1990. у бискупији је било око 91.000 католика. Рат у Босни и Херцеговини је довео до смањивања броја католика; највећи број хрватских католика данас живи у Хрватској. Тренутно, у бискупији број католика износи око 40.000, односно двоструко мање, него што је било прије рата. Многи католички храмови су или разрушени у току борбених дејстава, и након завршетка рата њихово обнављање је био главни задатак бискупије.

## Деканати и жупе Бањолучке бискупије

### Бањолучки деканат
| - жупа Бања Лука - жупа Барловци - жупа Буџак - жупа Ивањска | - жупа Марија Звијезда - жупа Мотике - жупа Петрићевац - жупа Пресначе | - жупа Шимићи - жупа Трн - жупа Маховљани |

### Ливањски деканат
| - жупа Била - жупа Чуклић - жупа Гламоч - жупа Босанско Грахово | - жупа Ливно - жупа Лиштани - жупа Љубунчић - жупа Оџак-Ћаић | - жупа Подхум - жупа Видоши |

### Јајачки деканат
- жупа Јајце
- жупа Кључ
- жупа Лисковица
- жупа Мркоњић Град

### Прњаворски деканат
| - жупа Драгаловци - жупа Котор Варош - жупа Кулаши - жупа Прњавор | - жупа Соколине - жупа Врбањци |

### Босанско-Градишки деканат
- жупа Босански Александровац
- жупа Босанска Градишка
- жупа Долина
- жупа Нова Топола

### Бихаћки деканат
| - жупа Бихаћ - жупа Босанска Дубица - жупа Босанска Костајница - жупа Босански Нови - жупа Приједор | - жупа Равска - жупа Дрвар - жупа Љубија - жупа Сански Мост - жупа Сасина | - жупа Стара Ријека - жупа Стратинска - жупа Шурковац |

## Ординариј Бањолучке бискупије
апостолски управитељ
      резиденцијални бискуп
      помоћни бискуп
| Слика | Име                         | У служби                                                 |
| ----- | --------------------------- | -------------------------------------------------------- |
|       | Јосип Штадлер               | именован 18. новембра 1882. - 27. марта 1884. разријешен |
|       | Маријан Марковић, O.F.M.    | именован 27. марта 1884. - умро 20. јуна 1912.           |
|       | Јосип Стјепан Гарић, O.F.M. | именован 14. децембра 1912. - умро 30. јуна 1946.        |
|       | Смиљан Фрањо Чекада, O.F.M. | именован 8. јула 1946. – 1951. разријешен                |
|       | Драгутин Челик              | именован 15. децембра 1951. – 11. августа 1958.          |
|       | Алфред Пихлер               | именован 22. јула 1959. – 15. маја 1989. пензионисан     |
|       | Фрањо Комарица              | именован 15. маја 1989. - 8. децембра 2023. пензионисан  |
|       | Марко Семрен, O.F.M.        | именован 15. јула 2010. - 15. јул 2024. пензионисан      |
|       | Жељко Мајић, O.F.M.         | именован 8. децембра 2023. - тренутно                    |